# パブロ・バルカルセ
パブロ・バルカルセ・ビダル（Pablo Valcarce Vidal、1993年2月3日 - ）は、スペイン・ポンフェラーダ出身のサッカー選手。プリメーラ・フェデラシオン・デポルティーボ・ラ・コルーニャ所属。ポジションはFW。

## クラブ経歴
カスティーリャ・イ・レオン州のポンフェラーダに生まれ、地元強豪クラブのSDポンフェラディーナにて育成されたが、Bチームでの1試合出場が唯一の公式戦出場だった。2011年7月1日、CDヌマンシアのカンテラへと移り、加入2年目にBチームへと昇格した。また、この2年目に双子の弟であるルイスもヌマンシアへと加入してきた。
2015年3月31日、レアル・バリャドリードとのリーグ戦にてヌマンシアでのトップチームデビューを果たした。8月23日には、6-3と乱打戦になったCDテネリフェ戦でプロ初ゴールを挙げた。
2018年7月2日、RCDマヨルカにフリーで移籍し、2年契約を結んだ 。8月19日のCAオサスナ戦でデビューしたが、この2018-19シーズンはリーグ戦出場が10試合とポジションを確保できなかった。
2019年7月18日、古巣SDポンフェラディーナへのレンタル移籍が発表された。2019-20シーズン終了後、ポンフェラディーナへのレンタルがもう1シーズン延長された。
2021年8月1日、セグンダ・ディビシオンのブルゴスCFと単年契約を交わした。
2023年8月、デポルティーボ・ラ・コルーニャに移籍した。